# Casperi
Casperi (en llatí Casperius) va ser un militar romà del segle i.
Era centurió sota el prefecte Celi Pol·lió i comandant de la fortalesa de Gornees l'any 52 durant la guerra entre armenis i ibers. Quan Pol·lió va voler trair els armenis subornat pel rei Radamist, Casperi s'hi va oposar i va intentar que els ibers aixequessin el setge. L'any 62 encara era centurió a Armènia i Corbuló el va enviar com ambaixador a Vologès I de Pàrtia.